# Eupsophus septentrionalis
Eupsophus septentrionalis es una especie de anfibio anuro de la familia Alsodidae.

## Distribución geográfica
Esta especie es endémica de Chile. Se encuentra en la Reserva Nacional Los Queules en la provincia de Concepción y en la Reserva Nacional Los Ruiles en la provincia de Cauquenes.

## Publicación original
- Ibarra-Vidal, Ortiz & Torres-Pérez, 2004: Eupsophus septentrionalis n. sp. nueva especie leptodactylidae (Amphibia) de Chile central. Boletín de la Sociedad de Biología de Concepción, vol. 75, p. 91-102.[5]